# Porta dels Països Catalans

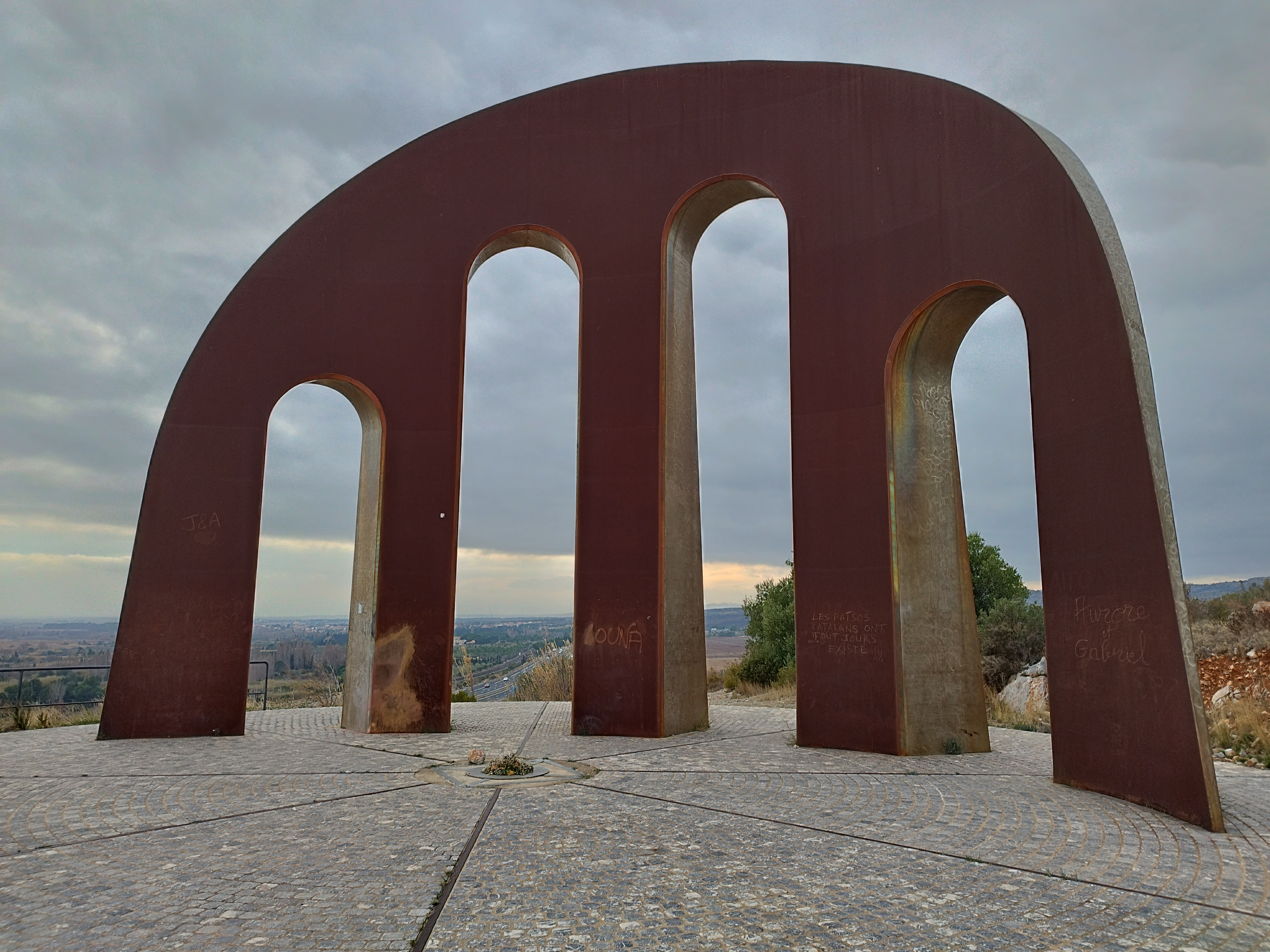
Porta dels Països Catalans (Foto 2022)

Die Porta dels Països Catalans (katalanisch: Pforte zu den Katalanischen Ländern) ist ein Denkmal von Emili Armengol und markiert die historische Grenze Kataloniens, die bis zum Pyrenäenfrieden 1659 galt und heute die Verbreitungsgrenze der katalanischen Sprache darstellt. Das Denkmal befindet sich auf Höhe des Fort von Salses, in unmittelbarer Nähe der französischen Autobahn A9 (Europastraße 15), die zwischen der Verzweigung bei Narbonne und der französischen Grenze den Namen La Catalane trägt. Von der Initiative des Projektes durch die Unió per la Regió Catalana bis zur Realisierung vergingen über 20 Jahre. Die Einweihung erfolgte am 28. September 2003.
Das Gesamtbild erinnert an die charakteristischen Bögen eines katalanischen Landhauses. Die Säulen aus COR-TEN-Stahl sind wie die Finger einer Hand ausgestreckt und bilden eine Allegorie der Senyera, der Flagge Kataloniens. Der Grundriss ist sichelförmig und nimmt damit direkten Bezug auf die Nationalhymne Kataloniens Els Segadors (Die Schnitter).
Die Bögen sind so angeordnet, dass sie für die acht Richtungen der Windrose durchlässig sind. Nach den Vorstellungen von Emili Armengol soll die Pforte allen Personen, Gedanken, Hautfarben, Sprachen oder Glaubensrichtungen weit geöffnet sein. Sie ist nur ein Markstein, der anzeigt, wo die Països Catalans beginnen. Sie soll alle begrüßen, die eintreten möchten.